# Karol Sliwowski
Karol Sliwowski (in russo Карл Генрихович Сливовский?, Karl Genrichovič Slivovskij) (Governatorato di Vitebsk, 29 giugno 1855 – Vladivostok, 5 gennaio 1933) è stato un vescovo cattolico polacco, vescovo di Vladivostok, vittima della persecuzione dei cristiani in URSS.

## Biografia
Studiò a Varsavia e in Germania, poi in Francia e all'Istituto di ingegneria a Pietroburgo. In seguito frequentò l'Accademia teologica cattolica imperiale romana di San Pietroburgo. Nel 1883 venne ordinato sacerdote. Dal 1912 svolse il ministero sacerdotale nella parrocchia di Vladivostok (allora dipendente dall'arcidiocesi di Mogilev). Il 2 febbraio 1923 fu nominato vescovo della nuova diocesi di Vladivostok e il 28 novembre dello stesso anno consacrato vescovo a Harbin dal Celso Benigno Luigi Costantini. Dopo breve tempo la residenza del vescovo venne sequestrata e lui stesso fu costretto a lasciare la città e a ritirarsi nel villaggio di Sedanka dove visse sotto il costante controllo della polizia politica.
Fu l'unico vescovo di questa diocesi poi vacante e di fatto soppressa durante il regime sovietico; oggi Vladivostok è parte della diocesi di San Giuseppe a Irkutsk.

## Genealogia episcopale
La genealogia episcopale è:
- Cardinale Scipione Rebiba
- Cardinale Giulio Antonio Santori
- Cardinale Girolamo Bernerio, O.P.
- Arcivescovo Galeazzo Sanvitale
- Cardinale Ludovico Ludovisi
- Cardinale Luigi Caetani
- Cardinale Ulderico Carpegna
- Cardinale Paluzzo Paluzzi Altieri degli Albertoni
- Papa Benedetto XIII
- Papa Benedetto XIV
- Papa Clemente XIII
- Cardinale Marcantonio Colonna
- Cardinale Giacinto Sigismondo Gerdil, B.
- Cardinale Giulio Maria della Somaglia
- Cardinale Carlo Odescalchi, S.I.
- Cardinale Costantino Patrizi Naro
- Cardinale Lucido Maria Parocchi
- Cardinale Pietro Respighi
- Cardinale Pietro La Fontaine
- Cardinale Celso Costantini
- Vescovo Karol Sliwowski